# Garypus floridensis
Garypus floridensis är en spindeldjursart som beskrevs av Banks 1895. Garypus floridensis ingår i släktet Garypus och familjen gammelekklokrypare. Inga underarter finns listade i Catalogue of Life.